# Referendum über die Abschaffung des Abtreibungsverbotes in Irland 2018
Im Referendum über die Abschaffung des Abtreibungsverbotes in Irland 2018 stimmte das irische Volk am 25. Mai 2018 über die Änderung des achten Zusatzartikels der Verfassung der Republik Irland ab. Dieser schrieb bislang fest, dass dem Fötus das gleiche Recht auf Leben wie der Mutter zusteht, und verbot somit Abtreibungen in nahezu allen Fällen, es sei denn, dass das Leben der Mutter durch die Schwangerschaft gefährdet wäre. Bei einer Wahlbeteiligung von 64,13 Prozent stimmten 66,40 Prozent der Abstimmenden der vorgeschlagenen Verfassungsänderung zu. Damit wurde es dem irischen Parlament ermöglicht, Abtreibungen zu legalisieren. Am 13. Dezember 2018 stimmte das Parlament einem Gesetzentwurf zu, der Abtreibungen bis zur zwölften Schwangerschaftswoche und bei bestimmten medizinischen Gründen darüber hinaus erlaubt.

## Vorgeschichte
Irland hatte eines der strengsten Abtreibungsgesetze in ganz Europa. Selbst nach Vergewaltigungen, Inzest oder bei einem kranken Fötus waren Schwangerschaftsabbrüche strafbar. Dies führte dazu, dass jedes Jahr tausende Frauen ins benachbarte Großbritannien flogen, um eine Abtreibung durchführen zu können. Diese strenge Gesetzgebung war auf den im Jahr 1861 vom britischen Parlament verabschiedeten Offences Against the Person Act zurückzuführen, der für Abtreibung lebenslange Freiheitsstrafe vorsah und der nach der Unabhängigkeit Irlands weiter wirksam war. 1983 wurde das Verbot von Schwangerschaftsabbrüchen in einem Referendum zum 8. Verfassungszusatz nochmal bestätigt und dem Fötus das gleiche Recht auf Leben wie der Mutter eingeräumt, so dass Abtreibungen nur bei Lebensgefahr für die Schwangere erlaubt sind. In zwei weiteren Referenden im Jahr 1992 wurde mit dem 13. und 14. Verfassungszusatz den Schwangeren explizit das Recht garantiert, sich ins Ausland zu begeben und dort Informationen oder Prozeduren im Rahmen der dort geltenden gesetzlichen Bestimmungen einzuholen bzw. anwenden zu lassen. Letztlich wurde mit diesen verklausulierten Verfassungszusätzen Schwangeren die Möglichkeit einer legalen Abtreibung im Ausland garantiert, was radikale Abtreibungsgegner auch hatten unter Strafe stellen wollen.
2012 verstarb die 31-jährige Savita Halappanavar an den Folgen einer zu spät vorgenommenen Abtreibung, die eine Blutvergiftung zur Folge hatte und eine Woche später zum Tod führte. Halappanavar litt an gesundheitlichen Beschwerden und ihre Ärzte schätzten ein, dass der Fötus nicht lebensfähig sei und dass es sich um eine beginnende Fehlgeburt handle. Dennoch wurde ihr die Abtreibung verweigert, weil der Herzschlag des Fötus noch wahrnehmbar war. Dies verstärkte die öffentliche Debatte über das irische Abtreibungsrecht.
Das Gesetz von 1861 wurde 2013 abgeschafft und durch den Protection of Life During Pregnancy Act ersetzt, der es ermöglichte, dass in Irland Frauen auch bei Suizidalität, die durch eine Begutachtung attestiert werden muss, abtreiben dürfen.
Der UN-Menschenrechtsrat nannte 2016 die Tatsache, dass irische Frauen, die wüssten, dass ihr ungeborenes Kind nicht überleben würde, dazu gezwungen seien, eine Abtreibungsmöglichkeit im Ausland zu suchen, „grausam, inhuman und erniedrigend“.
Im September 2017 kündigte die irische Regierung an, ein Referendum im Jahr 2018 durchführen zu lassen. Im Januar 2018 legte das irische Kabinett den Mai als Termin für das Referendum fest. Premierminister Leo Varadkar unterstützte die Forderung nach einem liberaleren Abtreibungsrecht, da das bisherige nach seiner Meinung zu restriktiv sei.

## Vorgeschlagene Änderung des Verfassungszusatzes
Die Bestimmungen des 8. Zusatzartikels der irischen Verfassung (Artikel 40.3.3°) lauteten bisher wie folgt:
Dieser Unterabsatz darf die Reisefreiheit zwischen diesem Staat und einem anderen nicht beschränken.
Die zur Abstimmung stehende, vorgeschlagene Änderung lautete wie folgt:

## Vorgeschlagene Gesetzgebung
Das irische Gesundheitsministerium veröffentlichte am 9. März 2018 ein Papier zu einer möglichen gesetzlichen Regelung zum Schwangerschaftsabbruch. Der Gesetzesvorschlag, der nicht direkter Gegenstand des Referendums ist, sah vor, dass Abtreibungen bis zur zwölften Schwangerschaftswoche ohne Angabe von Gründen vorgenommen werden dürfen. Zusätzlich wären Abtreibungen im Falle von Gesundheitsrisiken für die Mutter, medizinischen Notfällen oder einer schwerwiegenden gesundheitlichen Schädigung des Fötus, die zu einer Fehlgeburt oder dem Tod kurz nach der Geburt führen würde, erlaubt. Für Letzteres brauchte es die medizinische Beurteilung von zwei Ärzten.

## Haltungen der im Parlament vertretenen Parteien

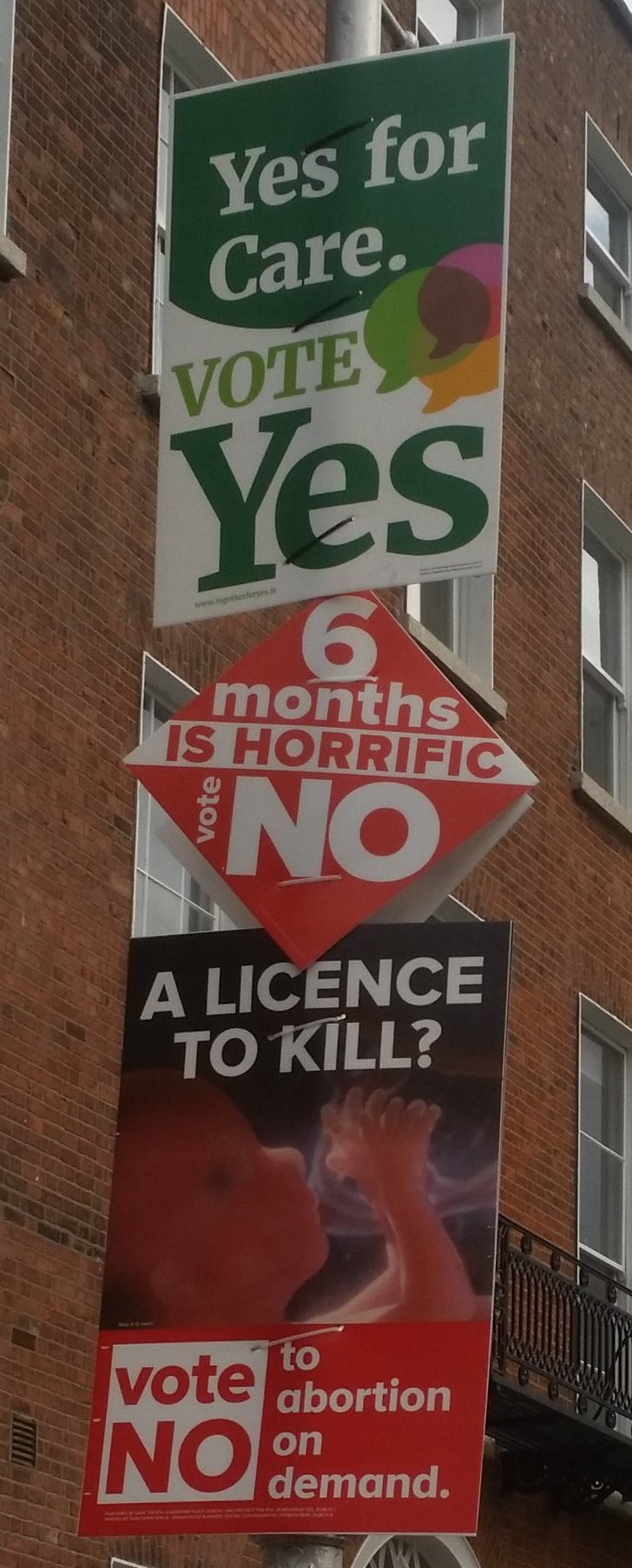
Plakate in Dublin

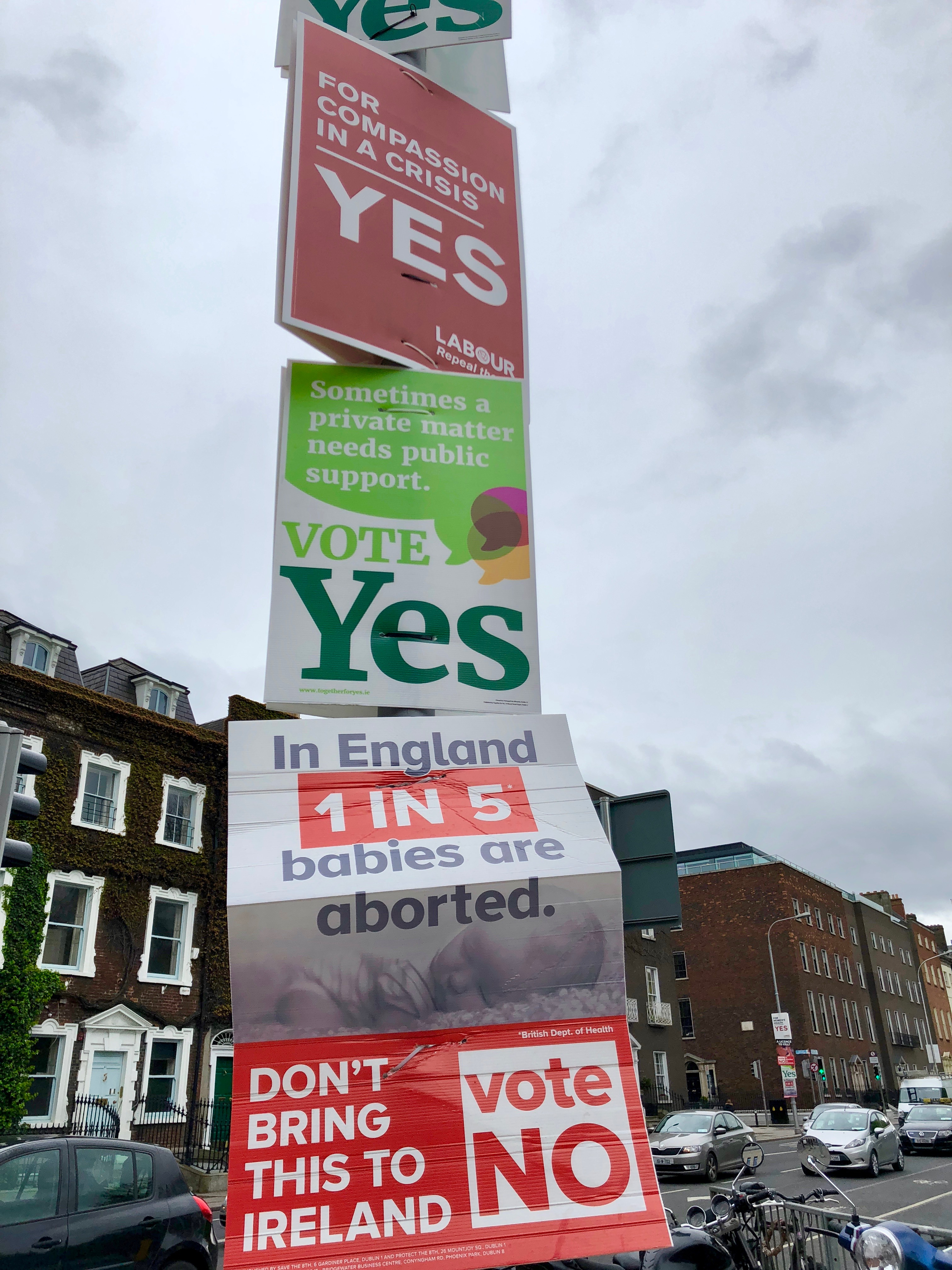
Plakate in Dublin

Folgende im Parlament vertretene Parteien befürworteten eine Änderung des achten Zusatzartikels:
- Irish Labour Party
- Green Party
- Social Democrats
- Sinn Féin[13]

Keine der im Parlament vertretenen Parteien lehnte eine Änderung des achten Zusatzartikels explizit ab.
Die folgenden im Parlament vertretenen Parteien gaben keine Wahlempfehlung ab:
- Fine Gael
- Fianna Fáil

## Meinungsumfragen
| Datum          | Umfrageinstitut                                        | Anzahl der Befragten | Ja           | Nein                                       | Unent.A | Vorsprung |      |      |      |        |
| -------------- | ------------------------------------------------------ | -------------------- | ------------ | ------------------------------------------ | ------- | --------- | ---- | ---- | ---- | ------ |
| Datum          | Umfrageinstitut                                        | Anzahl der Befragten | 16. Mai 2018 | Red C / Sunday Business Post (PDF; 0,9 MB) | 1.015   | Vorsprung | 56 % | 27 % | 17 % | 29 %pC |
| 15. Mai 2018   | Ipsos MRBI / Irish Times                               | 1.200                | 44 %         | 32 %                                       | 17 %    | 12 %p     |      |      |      |        |
| 15. Mai 2018   | Behaviour & Attitudes/The Sunday Times (PDF; 2,2 MB)   | 935                  | 52 %         | 24 %                                       | 19 %    | 28 %p     |      |      |      |        |
| 30. April 2018 | Millward Brown / Sunday Independent                    | 1.003                | 45 %         | 34 %                                       | 18 %    | 11 %p     |      |      |      |        |
| 25. April 2018 | Red C / Sunday Business Post                           | 1.000                | 53 %         | 26 %                                       | 19 %    | 27 %p     |      |      |      |        |
| 17. April 2018 | Behaviour & Attitudes / The Sunday Times (PDF; 2,1 MB) | 928                  | 47 %         | 29 %                                       | 21 %    | 18 %p     |      |      |      |        |
| 17. April 2018 | Ipsos MRBI/Irish Times                                 | 1.200                | 47 %         | 28 %                                       | 20 %    | 19 %p     |      |      |      |        |
| 22. März 2018  | Red C / Sunday Business Post (PDF; 1,4 MB)             | 1.000                | 56 %         | 26 %                                       | 18 %    | 30 %p     |      |      |      |        |
| 13. März 2018  | Behaviour & Attitudes / The Sunday Times (PDF; 2,6 MB) | 900                  | 49 %         | 27 %                                       | 20 %    | 22 %p     |      |      |      |        |
| 13. Feb 2018   | Behaviour & Attitudes/The Sunday Times (PDF; 1,7 MB)   | 926                  | 49 %         | 30 %                                       | 21 %    | 19 %p     |      |      |      |        |
| 25. Jan 2018   | Red C / Sunday Business Post                           | 1.003                | 60 %         | 20 %                                       | 20 %    | 40 %p     |      |      |      |        |
| 25. Jan 2018   | Ipsos MRBI/Irish Times                                 | k. A.B               | 56 %         | 29 %                                       | 15 %    | 27 %p     |      |      |      |        |
| 5. Dez 2017    | Ipsos MRBI / Irish Times                               | 1.200                | 62 %         | 26 %                                       | 13 %    | 36 %p     |      |      |      |        |

Anmerkungen: A Unentschlossen, B Anzahl der Befragten nicht angegeben, C Prozentpunkte

## Ergebnisse

### Resultate in den einzelnen Wahlkreisen

Karte der Ergebnisse (Prozent Ja-Stimmen)

| Wahl               | Stimmen   | %     |
| ------------------ | --------- | ----- |
| Ja                 | 1.429.981 | 66,40 |
| Nein               | 723.632   | 33,60 |
| Gültige Stimmen    | 2.153.613 | 99,72 |
| Ungültige Stimmen  | 6.042     | 0,28  |
| Abgegebene Stimmen | 2.159.655 | 64,13 |
| Stimmberechtigte   | 3.367.556 | 100   |

| Wahlkreis            | Wahlbe- rechtigte | Wähler    | Wahlbe- teiligung | Ungültige Stimmen | Gültige Stimmen | Ja- Stimmen | Nein- Stimmen | % Ja  | % Nein |
| -------------------- | ----------------- | --------- | ----------------- | ----------------- | --------------- | ----------- | ------------- | ----- | ------ |
| Carlow-Kilkenny      | 112.704           | 69.860    | 61,99             | 231               | 69.629          | 44.211      | 25.418        | 63,50 | 36,50  |
| Cavan-Monaghan       | 091.602           | 58.067    | 63,39             | 163               | 57.904          | 32.115      | 25.789        | 55,46 | 44,54  |
| Clare                | 083.225           | 53.576    | 64,37             | 169               | 53.407          | 34.328      | 19.079        | 64,28 | 35,72  |
| Cork East            | 085.643           | 54.639    | 63,80             | 148               | 54.491          | 34.941      | 19.550        | 64,12 | 35,88  |
| Cork North-Central   | 084.412           | 52.713    | 62,45             | 166               | 52.547          | 33.639      | 18.908        | 64,02 | 35,98  |
| Cork North-West      | 068.830           | 45.379    | 65,93             | 131               | 45.248          | 27.194      | 18.054        | 60,10 | 39,90  |
| Cork South-Central   | 087.524           | 58.407    | 66,73             | 198               | 58.209          | 40.071      | 18.138        | 68,84 | 31,16  |
| Cork South-West      | 060.356           | 40.648    | 67,35             | 114               | 40.534          | 26.147      | 14.387        | 64,51 | 35,49  |
| Donegal              | 118.901           | 67.839    | 57,06             | 189               | 67.650          | 32.559      | 35.091        | 48,13 | 51,87  |
| Dublin Bay North     | 108.209           | 77.481    | 71,60             | 154               | 77.327          | 57.754      | 19.573        | 74,69 | 25,31  |
| Dublin Bay South     | 078.892           | 43.343    | 54,94             | 126               | 43.217          | 33.919      | 09.298        | 78,49 | 21,51  |
| Dublin Central       | 048.002           | 24.732    | 51,52             | 79                | 24.653          | 18.863      | 05.790        | 76,51 | 23,49  |
| Dublin Fingal        | 095.926           | 67.519    | 70,39             | 156               | 67.363          | 51.840      | 15.523        | 76,96 | 23,04  |
| Dublin Mid-West      | 071.558           | 48.157    | 67,30             | 127               | 48.030          | 35.192      | 12.838        | 73,27 | 26,73  |
| Dublin North-West    | 062.270           | 39.079    | 62,76             | 113               | 38.966          | 28.477      | 10.489        | 73,08 | 26,92  |
| Dublin Rathdown      | 064.887           | 45.491    | 70,11             | 117               | 45.374          | 34.529      | 10.845        | 76,10 | 23,90  |
| Dublin South-Central | 076.914           | 45.843    | 59,60             | 112               | 45.731          | 34.201      | 11.530        | 74,79 | 25,21  |
| Dublin South-West    | 106.588           | 73.096    | 68,58             | 153               | 72.943          | 54.642      | 18.301        | 74,91 | 25,09  |
| Dublin West          | 067.138           | 45.502    | 67,77             | 113               | 45.389          | 33.595      | 11.794        | 74,02 | 25,98  |
| Dun Laoghaire        | 095.372           | 65.348    | 68,52             | 152               | 65.196          | 50.243      | 14.953        | 77,06 | 22,94  |
| Galway East          | 069.631           | 44.192    | 63,47             | 121               | 44.071          | 26.525      | 17.546        | 60,19 | 39,81  |
| Galway West          | 107.726           | 64.529    | 59,90             | 201               | 64.328          | 42.422      | 21.906        | 65,95 | 34,05  |
| Kerry                | 111.108           | 69.345    | 62,41             | 209               | 69.136          | 40.285      | 28.851        | 58,27 | 41,73  |
| Kildare North        | 085.587           | 54.571    | 63,76             | 114               | 54.457          | 40.058      | 14.399        | 73,56 | 26,44  |
| Kildare South        | 063.190           | 38.758    | 61,34             | 112               | 38.646          | 27.307      | 11.339        | 70,66 | 29,34  |
| Laois                | 063.860           | 39.602    | 62,01             | 106               | 39.496          | 24.232      | 15.264        | 61,35 | 38,65  |
| Limerick City        | 077.836           | 48.263    | 62,01             | 153               | 48.110          | 32.169      | 15.941        | 66,87 | 33,13  |
| Limerick County      | 067.592           | 42.214    | 62,45             | 122               | 42.092          | 24.448      | 17.644        | 58,08 | 41,92  |
| Longford-Westmeath   | 089.665           | 53.172    | 59,30             | 183               | 52.989          | 30.876      | 22.113        | 58,27 | 41,73  |
| Louth                | 106.184           | 69.968    | 65,89             | 206               | 69.762          | 46.429      | 23.333        | 66,55 | 33,45  |
| Mayo                 | 091.377           | 56.735    | 62,09             | 161               | 56.574          | 32.287      | 24.287        | 57,07 | 42,93  |
| Meath East           | 067.755           | 44.456    | 65,61             | 118               | 44.338          | 30.686      | 13.652        | 69,21 | 30,79  |
| Meath West           | 065.651           | 41.319    | 62,94             | 126               | 41.193          | 26.343      | 14.850        | 63,95 | 36,05  |
| Offaly               | 066.120           | 42.788    | 64,71             | 099               | 42.689          | 24.781      | 17.908        | 58,05 | 41,95  |
| Roscommon-Galway     | 063.158           | 41.497    | 65,70             | 111               | 41.386          | 23.677      | 17.709        | 57,21 | 42,79  |
| Sligo-Leitrim        | 095.954           | 58.604    | 61,08             | 189               | 58.415          | 34.685      | 23.730        | 59,38 | 40,62  |
| Tipperary            | 113.546           | 72.485    | 63,84             | 238               | 72.247          | 42.731      | 29.516        | 59,15 | 40,85  |
| Waterford            | 083.107           | 53.435    | 64,30             | 123               | 53.312          | 37.016      | 16.296        | 69,43 | 30,57  |
| Wexford              | 110.494           | 73.220    | 66,27             | 216               | 73.004          | 49.935      | 23.069        | 68,40 | 31,60  |
| Wicklow              | 099.062           | 73.783    | 74,48             | 223               | 73.560          | 54.629      | 18.931        | 74,26 | 25,74  |
| Gesamt               | 3.367.556         | 2.159.655 | 64,13             | 6.042             | 2.153.613       | 1.429.981   | 723.632       | 66,40 | 33,60  |

### Umsetzung
Nach dem Erfolg des Referendums akzeptierte das irische Parlament am 13. Dezember 2018 einen Gesetzentwurf, der legale Abtreibungen bis zur zwölften Schwangerschaftswoche und bei bestimmten medizinischen Gründen auch später ermöglichte.